# مارك اسكتلندي
المارك الاسكتلندي عملة فضية سابقة كانت متداولة في إسكتلندا في نهاية القرن السادس عشر الميلادي والقرن السابع عشر الميلادي. كانت قيمة المارك الاسكتلندي الواحد في البداية تساوي 13 شلنًا و4 بنسات (أي ما يعادل ثلثي الجنيه الاسكتلندي، أو حوالي شلن إسترليني واحد)، ثم رُفعت قيمته لاحقًا إلى 14 شلنًا اسكتلنديًا.

## التاريخ

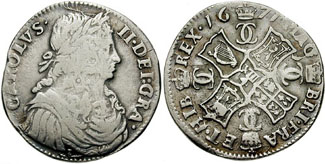
مارك اسكتلندي صدر في عهد الملك شارل الثاني عام 1671

صدرت عملة المارك الاسكتلندي في اسكتلندا لأول مرة في عام 1570 حيث كان المارك الاسكتلندي الواحد يزن 6.73 غرامًا، وكان يُصنع من الفضة مع معادن أخرى بحيث يحتوي على 3.36 غرامًا (0.108 أونصة تروي) أي ما يُعادل تقريبًا 50 بالمائة من وزنه من الفضة الخالصة، وبقية الوزن من معادن أخرى.
خلال حصار لانغ لقلعة إدنبرة عام 1572 بالتزامن مع المرحلة الأخيرة من الحرب الأهلية المارية، قام الصائغ جيمس كوكي بسك نصف عملات المارك الاسكتلندي في القلعة، بينما قام أنصار الملك جيمس السادس بإصدار عملاتهم من المارك الاسكتلندي في دار سك العملة في دالكيث. كانت قيمة المارك الاسكتلندي الواحد في البداية تُعادل 13 شلنًا و4 بنسات، ثم أعيد إصداره عام 1663 وأصبحت قيمته لاحقًا تُعادل 14 شلنًا. وقد أنشئ في إدنبرة في ذلك الوقت ما عُرف بمحكمة العشرة ماركات، وهي محكمةً كانت تُعنى بالديون الصغيرة التي تصل قيمتها إلى عشرة ماركات (أي 7 جنيهات إسترلينية)، أو باسترداد أجور الخدم.
أصدر الملك جيمس السادس عملات مارك اسكتلندية فضية حملت على وجهها الأمامي صورة لأسد اسكتلندا، بينما ظهرت على الوجه الآخر للعملة صورة نبات الشوك. صدرت آخر عملة فضية اسكتلندية من المارك الاسكتلندي قبل اتحاد التيجان عام 1603، وكانت هذه العملة تُسمى أحيانًا بـ«العملة الثامنة» لجيمس السادس، وكانت مؤرخة بالأعوام 1601 و1602 و1603. جعل الملك جيمس السادس والأول عملات المارك سارية في إنجلترا اعتبارًا من 8 أبريل (نيسان) 1603 وكانت قيمة المارك الاسكتلندي الواحد تُعادل قيمة 13.5 بنسًا إنجليزيًا.

## الفئات
كانت هناك أربعة فئات من العملات متداولة في اسكتلندا، إلى جانب المارك الاسكتلندي، وهي:
- الفئة الأولى، وكانت قيمتها تساوي 56 شلنًا.
- الفئة الثانية، أو نصف المارك الاسكتلندي، والتي عُرفت أيضًا باسم النوبل، وكانت تساوي 80 بنسًا،
- الفئة الثالثة، أو ربع المارك الاسكتلندي، وكانت قيمتها تساوي 40 بنسًا.
- الفئة الرابعة، أو ثمن المارك الاسكتلندي، وكانت قيمتها تساوي 20 بنسًا.